# Nicolao Milone
Nicolao Milone (Viù, 5 ottobre 1872 – Alessandria, 11 marzo 1945) è stato un vescovo cattolico italiano.

## Biografia
Laureato in teologia e diritto canonico, già viceparroco a Volpiano per un decennio e successivamente parroco e vicario foraneo a Favria Canavese.

### Ministero episcopale
Fu nominato vescovo di Alessandria il 21 novembre 1921 e consacrato vescovo a Torino il 22 aprile 1922. Prese possesso della diocesi di Alessandria il 16 luglio 1922, succedendo a Giuseppe Capecci.
Gli anni dell'episcopato furono particolarmente turbolenti dal punto di vista sociale: la linea conduttrice dell'azione di Nicolao Milone fu quella della pacificazione, espressa sin dalla prima lettera pastorale, nella quale si proponeva di «Sradicare triboli e spine, distruggere il peccato, edificare, piantare l'olivo della pace». La successiva lettera pastorale fu intitolata "La pace nella famiglia".
Sostenne l'organizzazione del partito popolare, animato dal giovane segretario provinciale Carlo Torriani.
Si contraddistinse nell'attività a favore delle associazioni cattoliche. Fu promotore di congressi eucaristici (13-15 giugno 1924) e mariani (1929) a livello diocesano.
Nel 1925 indisse una visita pastorale.
Avvertì i segni di una incipiente carenza di sacerdoti e si interessò alla condizione del seminario: nel 1940 lo dotò di una residenza estiva nella struttura di "Oropa Bagni", presso l'omonimo santuario.
Si impegnò nella promozione dei restauri della cattedrale, distrutta dal rogo del 1-2 settembre 1925 e nella realizzazione della nuova chiesa del rione Pista, dedicata alla Madonna del Suffragio.
Morì improvvisamente l'11 marzo 1945 e fu sepolto ad Alessandria, nella chiesa della Madonna del Suffragio, nel rione Pista.

## Genealogia episcopale
La genealogia episcopale è:
- Cardinale Scipione Rebiba
- Cardinale Giulio Antonio Santori
- Cardinale Girolamo Bernerio, O.P.
- Arcivescovo Galeazzo Sanvitale
- Cardinale Ludovico Ludovisi
- Cardinale Luigi Caetani
- Cardinale Ulderico Carpegna
- Cardinale Paluzzo Paluzzi Altieri degli Albertoni
- Papa Benedetto XIII
- Papa Benedetto XIV
- Cardinale Enrico Enriquez
- Arcivescovo Manuel Quintano Bonifaz
- Cardinale Buenaventura Córdoba Espinosa de la Cerda
- Cardinale Giuseppe Maria Doria Pamphilj
- Papa Pio VIII
- Papa Pio IX
- Cardinale Gustav Adolf von Hohenlohe-Schillingsfürst
- Arcivescovo Salvatore Magnasco
- Cardinale Gaetano Alimonda
- Cardinale Agostino Richelmy
- Vescovo Nicolao Milone